# 小山久之助

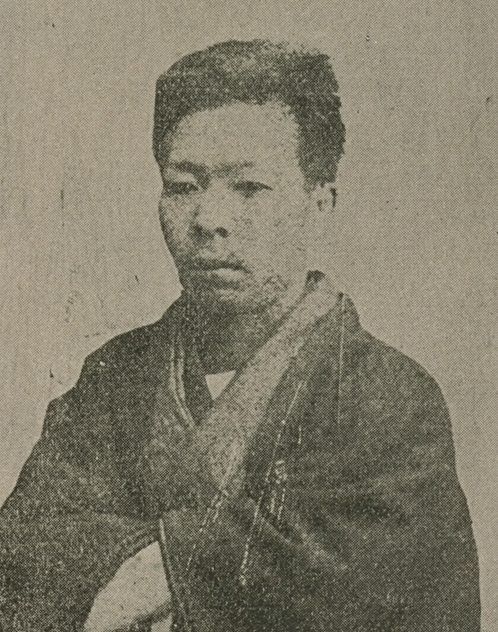
小山久之助

小山 久之助（こやま ひさのすけ、安政6年2月5日（1859年3月9日） - 明治34年（1901年）10月3日）は、日本の政治家。衆議院議員。号は騁斉。

## 来歴
信濃国佐久郡小諸城下与良町に小山敬義の次男として生まれる。小諸藩士の山本杏園に漢学を学び、明治5年（1872年）、私塾を開いて「孟子」を論ずる。同11年（1878年）新潟県師範学校に入学したが中退し、上京して興法学舎や、 中江兆民の仏学塾に学び、幸徳秋水とともに両高弟と称された。明治15年（1882年）、自由民権の雑誌「政理叢談」の発刊に加わり、欧米の憲法論を紹介した。
明治20年（1887年）の保安条例で兆民らが「皇居三里外」に追放され、仏学塾が解散したため、後藤象二郎や大石正巳らと全国を遊説した。翌明治21年（1888年）大阪で「東雲新聞」を発刊し、国会開設運動を論じた。明治31年（1898年）第6回衆議院議員総選挙に自由党から当選したが、板垣退助と決別し脱党し、改進党に入るが離党。議会で軍拡の地租増徴法案が審議された際、星亨の買収を暴露した。兆民の遺稿『一年有半』の出版に尽力したが、病没した。

## 親族
- 次男 小山亮（衆議院議員）